# Mannequin (1987)
Mannequin is een romantische komedie uit 1987 met in de hoofdrollen Andrew McCarthy, Kim Cattrall, Meshach Taylor, James Spader, George W. Bailey, en Estelle Getty. Het verhaal werd geschreven en geregisseerd door Michael Gottlieb. De muziek werd gecomponeerd door Sylvester Levay. De film lijkt lichtjes gebaseerd te zijn op One Touch of Venus, hoewel dit nooit erkend werd.
Mannequin werd genomineerd voor een Oscar in de categorie "Origineel lied" met het liedje "Nothing's Gonna Stop Us Now".

## Verhaal
De film start in het Oude Egypte, waar Ema Hasure zich verstopt in een piramide. Haar moeder wil haar verkopen aan een handelaar in kamelen. Ema bidt tot de goden voor een zoektocht naar haar ware liefde. Haar gebed wordt verhoord en Ema verdwijnt spoorloos.
Vervolgens start een geanimeerde begingeneriek, waarin Ema door de volgende eeuwen reist, op verschillende plaatsen terechtkomt en in verschillende vormen op zoek gaat naar haar ware liefde. Zo verschijnt ze onder andere als Mona Lisa en als een beeld van Michelangelo.
De animatie stopt rond 1980. Dan maakt de film een sprong naar het jaar 1987. Jonathan Switcher is een inwoner van Philadelphia. Hij is een jonge werknemer bij een bedrijf dat etalagepoppen ontwerpt. Hij heeft zonet een nieuwe levensechte pop ontworpen die zo snel mogelijk naar een klant moet. Jonathan is een perfectionist en wil de pop niet leveren zolang die nog niet is zoals hij het wil. Hierdoor ontstaat onenigheid met zijn baas, waarna Jonathan wordt ontslagen. Vervolgens heeft hij een hele reeks van kortstondige banen: hij werkt in een feestballonnenzaak, als tuinman en als kok. Hij wordt overal ontslagen omdat hij van alles een kunstwerk wil maken. Op een avond gaat hij met zijn motor zijn vriendin Roxie van haar werk ophalen. Vanwege motorpech gaat Roxie noodgedwongen met iemand anders mee. Jonathan gaat door de stortregen te voet en komt voorbij een winkel waar zijn laatste pop in de etalage staat. Tot zijn verbazing start zijn motor daar wel.
De volgende ochtend gaat Jonathan naar deze luxueuze winkel: "Prince and Company". Men is begonnen met de voorbereidingen van de 100ste verjaardag van het bedrijf. Terwijl Jonathan in gesprek is met eigenares Claire Timkin hijst men een feestbord naar boven. Plots valt het feestbord naar beneden. Jonathan kan Claire tijdig wegduwen zodat het bord niet op haar valt.
Uit dank zorgt Claire ervoor dat Jonathan in contact komt met een van de nieuwe Vice Presidents van "Prince and Company": Mr. Richards.  Hij biedt Jonathan een baan aan als magazijnier. Jonathan gaat in de winkel op zoek naar het uitstalraam van zijn etalagepop. Daar ontmoet hij Hollywood Montrose. Hij is decorateur en kleedt de etalagepoppen aan. Hollywood is een beetje gefrustreerd omdat de vitrines er steeds saai uitzien. Daarom beslist Jonathan om voor een stunt te zorgen: tijdens de nacht zal hij de vitrine waar zijn paspop staat revolutionair inkleden. Tot zijn verbazing wordt zijn etalagepop die nacht plots levend. Ze stelt zich voor als Emmy. Blijkbaar is Jonathan de enige die haar als een levende persoon kan zien: alle anderen zien haar nog steeds als een paspop omwille van een vloek. De volgende dag vertelt Jonathan aan Roxie wat er gebeurd is, maar zij gelooft hem niet.
Het nieuwe uitstalraam is een waar succes: er is enorm veel belangstelling van de inwoners van Philadelphia. Dit ontgaat het concurrerende bedrijf Illustra uiteraard niet. Vice President B.J. Wert neemt contact op met Mr. Richards en het is al snel duidelijk dat deze laatste een spion is van Illustra. Tijdens een directievergadering stelt Mr. Richards voor om Jonathan te ontslaan omdat hij als magazijnier werk heeft gedaan dat niet tot zijn takenpakket behoort. Daarnaast is het ontwerp in strijd met de etiquette van "Prince and Company". Mr. Richards vertelt ook dat hij werd opgebeld door Illustra die het ontwerp wil overkopen voor 10% van de originele kostprijs. Volgens Mr. Richards is dit ook de enige mogelijkheid om verdere klanten te verliezen en om kosten te besparen. Claire Timkin is echter van mening dat zulke nieuwe, moderne vitrine-ontwerpen er juist voor zullen zorgen dat de winkel meer zal verkopen. Uiteindelijk is de directieraad het eens met de mening van Claire en er wordt zelfs beslist om Jonathan te promoveren tot "assistent visuele merchandasing".
De volgende nachten helpt Emmy Jonathan met het bedenken en uitwerken van nieuwe uitstalramen. Hierdoor verwaarloost Jonathan zijn relatie met Roxie. Deze laatste komt terug in contact met Armand, die al jaren een oogje heeft op haar. Armand tracht Roxie terug te winnen en wil haar ervan overtuigen dat Jonathan haar bedriegt. Tijdens een nacht sluipt hij "Prince and Company" binnen en maakt hij foto's van Jonathan die de paspop uitbundig kust.
Op een dag wordt de eerder corrupte nachtwaker Felix betrapt terwijl hij tijdens zijn diensturen aan het slapen is. Hij speelt met Mr Richards onder een hoedje. Hoewel Mr Richards Felix aanprijst als een goede werknemer, worden beiden door Claire ontslagen. Zij promoot vervolgens Jonathan tot de nieuwe Vice President.
Terwijl bij "Prince and Company" het aantal klanten en de daarbij horende inkomsten explosief groeien, gebeurt bij Illustra het omgekeerde. Daarom beslissen B.J. Wert en Mr. Richards om in te breken bij "Prince and Company" en om Emmy te stelen. Omdat ze niet weten welke paspop nu net "Emmy" is, nemen ze voor alle zekerheid zowat alle poppen mee.
De volgende dag komen Jonathan en Hollywood achter de diefstal en gaan naar Illustra. Daar krijgt Jonathan een functie aangeboden die hij niet aanneemt. Roxie, die ook aanwezig is, neemt dit niet en vertrekt. Zij is ervan overtuigd dat haar man krankzinnig is geworden, zeker nu ze de foto's heeft gezien. Ze verlaat de kamer en is ervan overtuigd dat ze Jonathan terug met beide voeten op de grond kan krijgen wanneer Emmy wordt vernietigd. Ze vindt de gestolen poppen en beslist om deze in de versnipperaar te werpen. Dankzij de beveiligingsagenten komt Jonathan dit te weten.
Jonathan snelt naar de versnipperaar en kan net op tijd de plastic hand van Emmy vastnemen. Emmy komt dan tot leven voor iedereen. De oude Egyptische Goden zijn van mening dat Ema Hasure haar ware liefde heeft gevonden en verbreken de vloek. Een alerte bewakingsagent ziet dat een levende persoon bengelt boven de versnipperaar en drukt op de noodstopschakelaar.
Na het ontslag van Felix had Claire Timkin een nieuw bewakingssysteem laten installeren in "Prince and Company". Dankzij dit systeem kan ze bewijzen dat Mr. Richards, Felix en B.J. Wert achter de diefstal zaten.
Op het einde van de film is de bewuste winkelvitrine omgebouwd tot een trouwplechtigheid waarin Emmy en Jonathan met elkaar huwen. Hollywood is getuige en Claire Timkin het bruidsmeisje. Op straat staan de inwoners van Philadelphia die hen geluk toewensen.

## Rolverdeling
| Acteur            | Personage          |
| ----------------- | ------------------ |
| Andrew McCarthy   | Jonathan Switcher  |
| Kim Cattrall      | Ema "Emmy" Hasure  |
| Estelle Getty     | Mrs. Claire Timkin |
| James Spader      | Mr. Richards       |
| George W. Bailey  | Felix Maxwell      |
| Meshach Taylor    | Hollywood Montrose |
| Carole Davis      | Roxie Shield       |
| Steve Vinovich    | B. J. Wert         |
| Christopher Maher | Armand             |

## Ontvangst
De film werd door critici de grond ingeboord: te voorspelbaar, te cliché, te veel gewerkt met typetjes, een domme film gemaakt voor domme mensen. Desondanks was er in de bioscoop enorm veel belangstelling en bracht de film veel meer op dan verwacht.